# Hrîhorivka, Ielaneț
Hrîhorivka (în ucraineană Григорівка) este un sat în comuna Velîkoserbulivka din raionul Ielaneț, regiunea Mîkolaiiv, Ucraina.

## Demografie
Componența lingvistică a localității Hrîhorivka
     Ucraineană (90,82%)
     Română (7,14%)
     Rusă (1,02%)
     Belarusă (1,02%)
Conform recensământului din 2001, majoritatea populației localității Hrîhorivka era vorbitoare de ucraineană (90,82%), existând în minoritate și vorbitori de română (7,14%), rusă (1,02%) și belarusă (1,02%).